# ヘズ

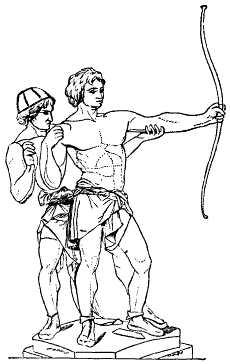
ホズルにバルドルを射させるロキ。

ヘズ（古ノルド語：Hǫðr 再建音:発音: ['hɔðr] ( 音声ファイル) ホズル、アイスランド語：Höður ['hœðʏr] ( 音声ファイル)、「戦」の意）は、北欧神話に登場する盲目の神。バルドルの弟で、オーディンの息子。

## 『エッダ』
ロキに騙され、兄弟で善神のバルドルを、その唯一の弱点のヤドリギ（ミスティルテイン）で貫く。後に、弟のヴァーリに復讐され殺された。ラグナロクの後は、バルドルと共に復活して和解し、新たな世界を治める若い神の一人となる。
なお『詩語法』ではヘズを表すケニングとして、「盲目のアース」、「宿り木を射る者」、「ヴァーリの敵」などを紹介している。

## 『デンマーク人の事績』
サクソ・グラマティクスが著した歴史書『デンマーク人の事績』では人間の大英雄ホテルス（またはホテル）として登場する。彼が森に住む神サチュルンの神剣ミミングを手に入れた。許婚のナンナを狙う半神バルドルに憤った彼は、オーティヌス（オーディン）やトールといった邪神を相手に互角以上に戦い、ついにバルドルを殺す。しかし、オーティヌス（オーディン）とリンダ（リンド）の息子ボーウス（ヴァーリ）と相討ちとなる。